# アレクサンダー・ハミルトン (原子力潜水艦)
|          |                                                  |
| 艦歴     |                                                  |
| 発注:    | 1960年7月22日                                    |
| 起工:    | 1961年6月26日                                    |
| 進水:    | 1962年8月18日                                    |
| 就役:    | 1963年6月27日                                    |
| 退役:    | 1993年2月23日                                    |
| その後:  | 原子力艦再利用プログラム                         |
| 除籍:    | 1993年2月23日                                    |
| 性能諸元 |                                                  |
| 排水量:  | 水上 7,250トン 水中 8,250トン                    |
| 全長:    | 129.6 m (425 ft)                                 |
| 全幅:    | 10 m (33 ft)                                     |
| 吃水:    | 9.6 m (32 ft)                                    |
| 機関:    | 原子力ギアード・タービン                         |
| 主機関:  | S5W原子炉                                        |
| 最大速:  | 水上 16 - 20 ノット 水中 22 - 25 ノット          |
| 兵員:    | 各班士官13名、兵員130名                          |
| 兵装:    | 潜水艦発射弾道ミサイル16基 21インチ魚雷発射管4門 |

アレクサンダー・ハミルトン(USS Alexander Hamilton, SSBN-617)は、アメリカ海軍の原子力潜水艦。ラファイエット級原子力潜水艦の2番艦。艦名はアメリカ合衆国建国の父の一人であるアレクサンダー・ハミルトンに因む。その名を持つ艦としては3隻目。

## 艦歴
アレクサンダー・ハミルトンの建造は1960年7月22日にコネチカット州グロトンのジェネラル・ダイナミクス、エレクトリック・ボート社に発注され、1961年6月26日に起工した。1962年8月18日にヴァレンタイン・ホリングスワース・ジュニア夫人（ハミルトンの子孫）によって進水し、1963年6月27日にブルー班艦長ノーマン・B・ベサック中佐およびゴールド班艦長ベンジャミン・F・シャーマン・ジュニア中佐の指揮下就役した。
6月28日から10月18日の間に、アレクサンダー・ハミルトンは各班の乗組員による2度の整調巡航をそれぞれ行ない、続いて信頼性試験を行った。1964年初めの公試後、3月16日に東海岸を出航し、新たな母港であるスペインのロタに向かう。ロタでは第16潜水戦隊に所属し、戦略抑止哨戒に従事した。1965年1月にスコットランドのホーリー・ロッホを拠点とする第14潜水戦隊に配属される。定時の哨戒は1967年6月まで行われ、6月2日に本国への帰路に就く。サウスカロライナ州チャールストンに到着後、6月後半にコネチカット州ニューロンドンに移動し、6月18日に初のオーバーホールおよび燃料補給のためエレクトリック・ボート社のドック入りする。
オーバーホールは1968年6月28日に完了し、アレクサンダー・ハミルトンはオーバーホール後の公試、検査および整調訓練を10月に行う。11月に再びロタに向かい、12月30日到着すると哨戒を再開した。続く4年にわたって第16潜水戦隊に所属し哨戒を続け、第31回目の哨戒が完了するとアレクサンダー・ハミルトンは1972年11月にチャールストンに帰還、1973年1月に2度目のオーバーホールに入る。このオーバーホールはニューポート・ニューズ造船所で行われ、ポセイドンミサイル運用のための改修も施された。作業は2年におよび、1975年4月に完了、同年の残りは整調、訓練および整調後の公試に費やされた。1976年初旬に任務に復帰、32回目と33回目の哨戒を行う。その後ホーリー・ロッホを拠点として哨戒は続けられ、36回目の哨戒でフロリダ州ケープカナベラル、コネチカット州ニューロンドンに向かい、サウスカロライナ州チャールストンで活動を完了した。1977年3月から4月にかけて修理および回復訓練を行い、7月にチャールストンを出航、9月にホーリー・ロッホに到着した。
ホーリー・ロッホを拠点として第39回目と40回目の哨戒を行い、アレクサンダー・ハミルトンは41回目の哨戒のため1978年5月にホリー・ロフを出航、7月にチャールストンで哨戒を完了した。その後8月までチャールストンに留まり、続いてニューロンドンに向かう。ニューロンドンには9月初めに到着し、訓練後月末に42回目の哨戒に出航する。哨戒は10月にホリー・ロフで完了した。ホーリー・ロッホから翌年に渡って4度の哨戒を行い、1979年10月31日に46回目の哨戒に出航、12月7日にチャールストンで完了した。1980年1月初めにアレクサンダー・ハミルトンは47回目の哨戒に向けてチャールストンを出航し、3月17日にホーリー・ロッホで完了、同年の残りは同地を拠点として作戦活動に従事した。
アレクサンダー・ハミルトンの哨戒はホーリー・ロッホから1986年まで継続した。第二次戦略兵器制限交渉に従ってアレクサンダー・ハミルトンの退役が決定し、1986年初めにグロトンに到着すると不活性化の準備が始められた。しかしながらナサニエル・グリーン (USS Nathanael Greene, SSBN-636) が座礁事故を起こしたため、退役予定は変更された。不活性化オーバーホールが行われていたアレクサンダー・ハミルトンは4週間のメンテナンスの後、現役任務に復帰する。4月にチャールストンに向かい、浮きドックのアラモゴード (USS Alamogordo, ARDM-2) に入渠する。チャールストンでアレクサンダー・ハミルトンは訓練艦としての任務にも従事した。6月半ばにグロトンに帰還し、1986年の夏は海軍兵学校生の訓練航海に参加した。
燃料補給のためのオーバーホールをピュージェット・サウンド海軍工廠で行うことが8月に決定し、10月1日にワシントン州ブレマートンに向けてグロトンを出航した。パナマ運河を経由して11月後半にグロトンに到着すると、11月30日にオーバーホールは開始した。
アレクサンダー・ハミルトンは1993年2月23日に退役、同日除籍した。その後はピュージェット・サウンド海軍工廠で原子力艦再利用プログラムに従って解体が始められ、作業は1994年2月28日に完了した。